# Capucinella delicatula
Capucinella delicatula är en kackerlacksart som beskrevs av Morgan Hebard 1920. Capucinella delicatula ingår i släktet Capucinella och familjen jättekackerlackor.
Artens utbredningsområde är Colombia. Inga underarter finns listade.